# Station Franois
Station Franois is een spoorweghalte in de Franse gemeente Franois. Zij wordt bediend door treinen van het netwerk TER Bourgogne-Franche-Comté op de verbinding Besançon - Lons-le-Saunier.